# Arnoud van Groen
Arnoud van Groen (* 11. Dezember 1983 in Monnickendam) ist ein ehemaliger niederländischer Radrennfahrer. 

## Karriere
Arnoud van Groen begann seine internationale Karriere im Jahr 2005 beim Continental Team Löwik Meubelen, für das er zwei Jahre tätig war. 2007 stand van Groen in Diensten des Cycling Team Jo Piels, wo er mit dem dritten Rang beim OZ Wielerweekend sein bestes Ergebnis einfahren konnte. Seit Beginn der Saison 2008 wechselte er für die inzwischen zum Professional Continental Team aufgestiegene Mannschaft Vacansoleil. Das als hors categorie am höchsten eingestufte Radrennen, an dem van Groen teilnahm, war die Post Danmark Rundt 2009, die er auf dem 12. Gesamtrang beendete.